# Epsilon Crucis
Epsilon Crucis (ε Crucis / ε Cru, auch Juxta Crucem, portugiesisch Intrometida) ist ein oranger Riesenstern im Kreuz des Südens. Als Teil dieses Sternbildes ist er auf den Flaggen von Brasilien, Australien, Samoa und Papua-Neuguinea abgebildet.
Der Stern wird von der IAU mit dem Eigennamen Ginan bezeichnet. 